# Comocladia mollissima
Comocladia mollissima är en sumakväxtart som beskrevs av Carl Sigismund Kunth. Comocladia mollissima ingår i släktet Comocladia och familjen sumakväxter. Inga underarter finns listade i Catalogue of Life.